# Aurel Bauh
Aurel Bauh, né à Craiova en Roumanie le 6 février 1900 et mort à Paris le 20 novembre 1964, est un peintre et photographe roumain, actif à Paris et à Bucarest.

## Biographie
Aurel Bauch naît et grandit à Craiova, une ville située à 184 km à l’ouest de Bucarest. Il étudie en 1921-1922 à Berlin auprès d'Alexander Archipenko, sculpteur avant-gardiste proche des cubistes ; de 1923 à 1926, il est étudiant à Paris à l'Académie Moderne, l'école d'art gratuite fondée par Fernand Léger et Amédée Ozenfant ; il change son nom de famille en Bauh. Il participe en 1925 à la préparation de L'exposition d'art roumain, ancien et moderne au Musée du Jeu de Paume organisée par Alexandru Tzigara-Samurcaș, directeur du Muzeul de Artă Națională à Bucarest (noyau du futur Musée du Paysan roumain. Il expose en 1927 deux toiles au Salon des indépendants.
Bauh s'intéresse à la photographie à partir de 1929 ; il réalise en 1930 une série de photographies du modèle ukrainien Assia Granatouroff et publie ses premiers clichés à partir de 1934 dans des revues, en France (Fantasio, Secrets de Paris, Arts et Métiers graphiques) et en Roumanie (Viaţa Studenţească). Il est l'un des photographes présentés au Musée des arts décoratifs dans lExposition internationale de la photographie contemporaine ; la même année, ses photographies sont publiées dans l'ouvrage collectif 28 études de nus, qui constitue le no 28 de la revue Arts et Métiers graphiques sous le titre 28 études de nus.
En 1937, Aurel Bauh s'installe à Bucarest et y ouvre un studio photographique, le "Studio 43", au no  43 de l'avenue de la Victoire (Calea Victoriei). Il présente en 1938 sa première exposition personnelle, puis participe à des expositions de l'Office national du tourisme et publié dans la revue România. Il participe de 1938 à 1947 à une enquête sur les villages roumains et y photographie paysans, maisons et scènes de la vie rurale. Il photographie les rues et les bâtiments de Bucarest et publie un 1957 un livre de photographies sur la ville, București.
Il revient à Paris en 1961 et y poursuit son travail de photographe dans la publicité et le nu jusqu'à sa mort en 1964 à l'âge de 64 ans, victime d’un accident chirurgical.

## Livres de photographies
- Vingt-huit études de nus Paris, Arts et métiers graphiques, 1936, cinquante exemplaires numérotés sur papier Japon

photographies de Man Ray, Willy Zielke, Rogi André, John Havinden, Nora Dumas, André Reisz, Andreas Feininger, Rémy Duval, Ergy Landau, Aurel Bauh, Pierre Boucher, Louis-Victor Emmanuel Sougez, Laure Albin Guillot, Juliette Lasserre. Texte-poème de Rémy Duval, préface d'Abel Bonnard.
- (ro) București (préf. Tudor Arghezi), Bucarest, Editura de Stat pentru Literatură și Artă, 1957, 4 p., 103 ff. de photographies.

## Collections
- Centre Georges-Pompidou, Paris[4].

## Expositions collectives
- 16 janvier - 1er mars 1936 : Exposition internationale de la photographie contemporaine, Musée des arts décoratifs, Paris

parmi les photographes exposés : Edward Steichen, Man Ray, Marianne Breslauer, Hein Gorny (de), Edmund Kesting (de), Florence Henri, André Kertész, Philippe Halsman, Éli Lotar, Jean Painlevé, Roger Parry, Maurice Tabard.
- 10 novembre 1993 - 9 janvier 1994 : Assia sublime modèle, Musée Despiau-Wlérick, Mont-de-Marsan

puis 22 janvier 1994 - 28 mars 1994 Musée des Beaux-Arts, Calais ; 12 avril - 12 juin 1994 Musée Sainte-Croix, Poitiers.
- 1er décembre 2018 - 21 avril 2019 : Design et merveilleux : de la nature de l'ornement, Musée d'art moderne et contemporain, Saint-Étienne

œuvres (entre autres) des designer et photographes Laure Albin Guillot, Aldo Bakker, Gijs Bakker, Aurel Bauh, Ronan et Erwan Bouroullec, Andrea Branzi, Humberto et Fernando Campana, Frank Gehry, YMER&MALTA, Jun'ya Ishigami, Pierre Jahan, Hella Jongerius, Patrick Jouin, Shiro Kuramata, Mathieu Lehanneur, Ross Lovegrove, Neri Oxman, Casey Reas, Albert Renger-Patzsch, Philippe Starck, Frères Thonet, Marcel Wanders.